# Heinrich II. (Nassau)

Das Wappen der Grafen von Nassau ab Heinrich II.

Heinrich II. der Reiche von Nassau (* um 1180; † 26. April 1247/48/49/50, vor 25. Januar 1251) war Graf von Nassau. Er tat sich besonders durch seinen ritterlich-frommen Sinn hervor. Namentlich betätigte er einen hervorragenden Wohltätigkeitssinn und Schenkungseifer für die Kirche, so dass Klöster und Gotteshäuser im Gebiete des heutigen Nassau gerade zu seiner Zeit den bedeutendsten Aufschwung nahmen, von ihm durch zahlreiche Zuweisungen mächtig gefördert. Der größten Gunst hatte sich dabei der deutsche Orden zu erfreuen, den er besonders für den Verzicht seines Bruders auf die Herrschaft bei dessen Eintritt reichlich bedachte. Heinrich nahm am sechsten Kreuzzug teil. Er war der Erbauer der Burgen Sonnenberg, Ginsburg und Dillenburg.

## Leben

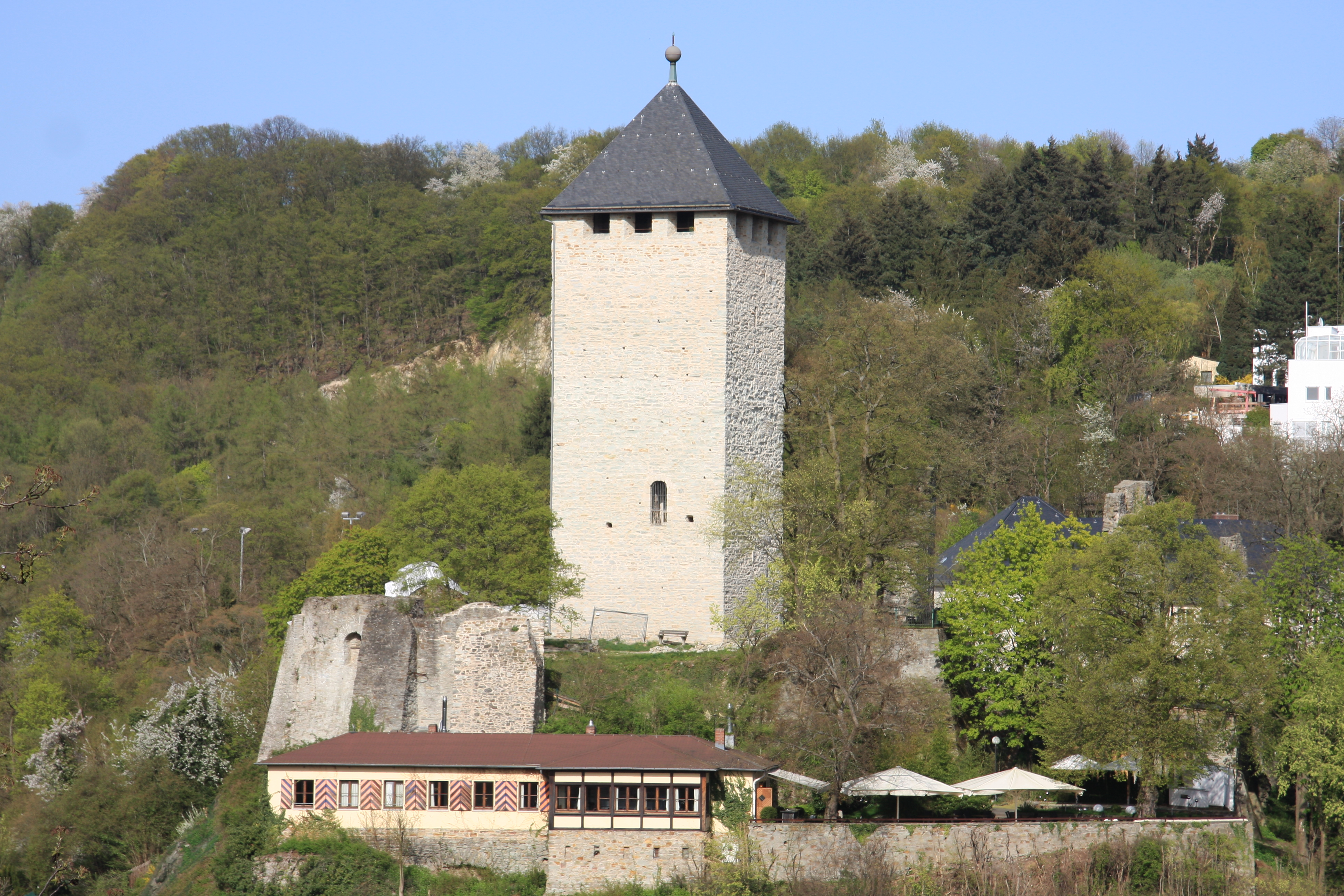
Burg Sonnenberg

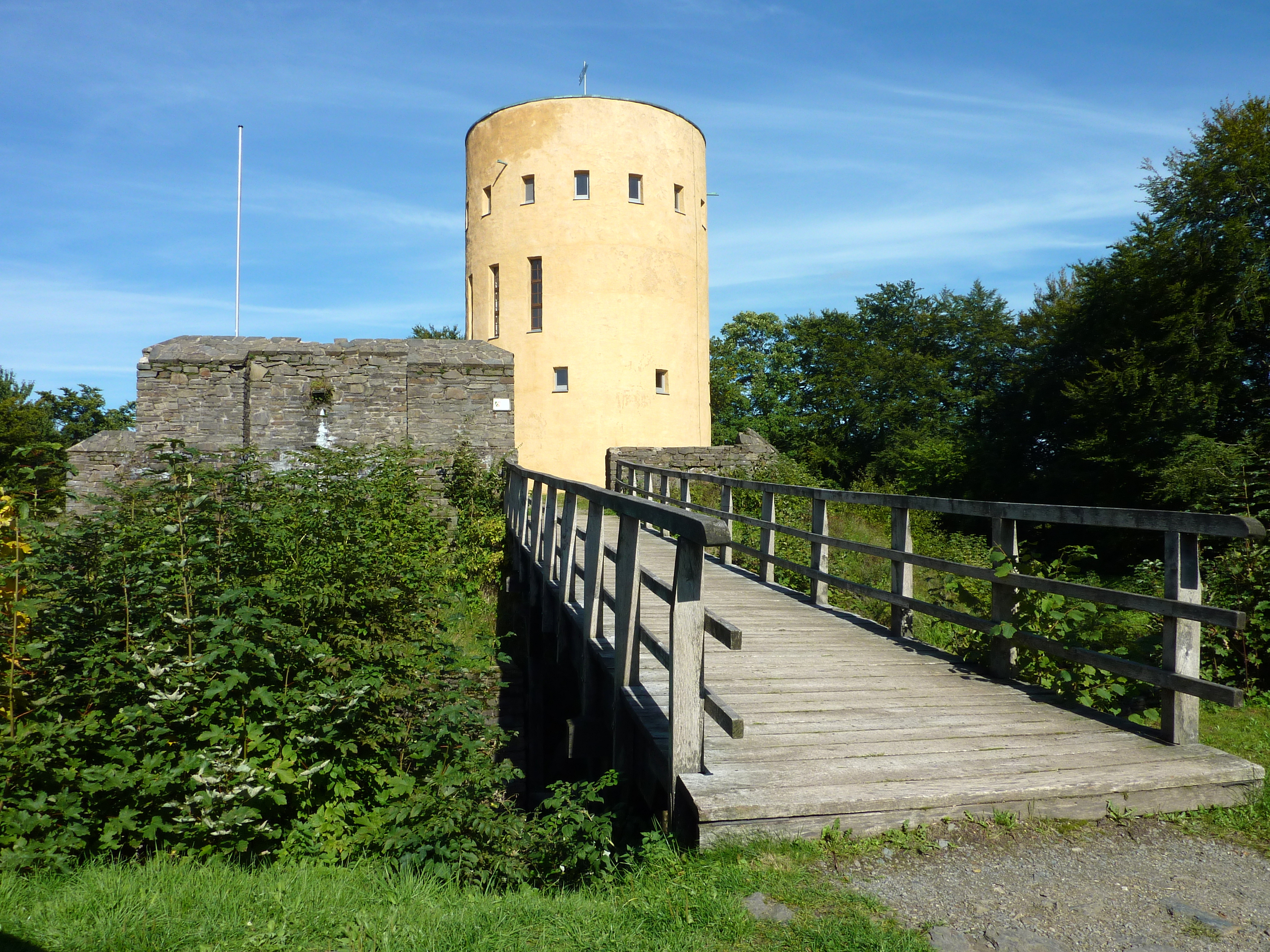
Ginsburg

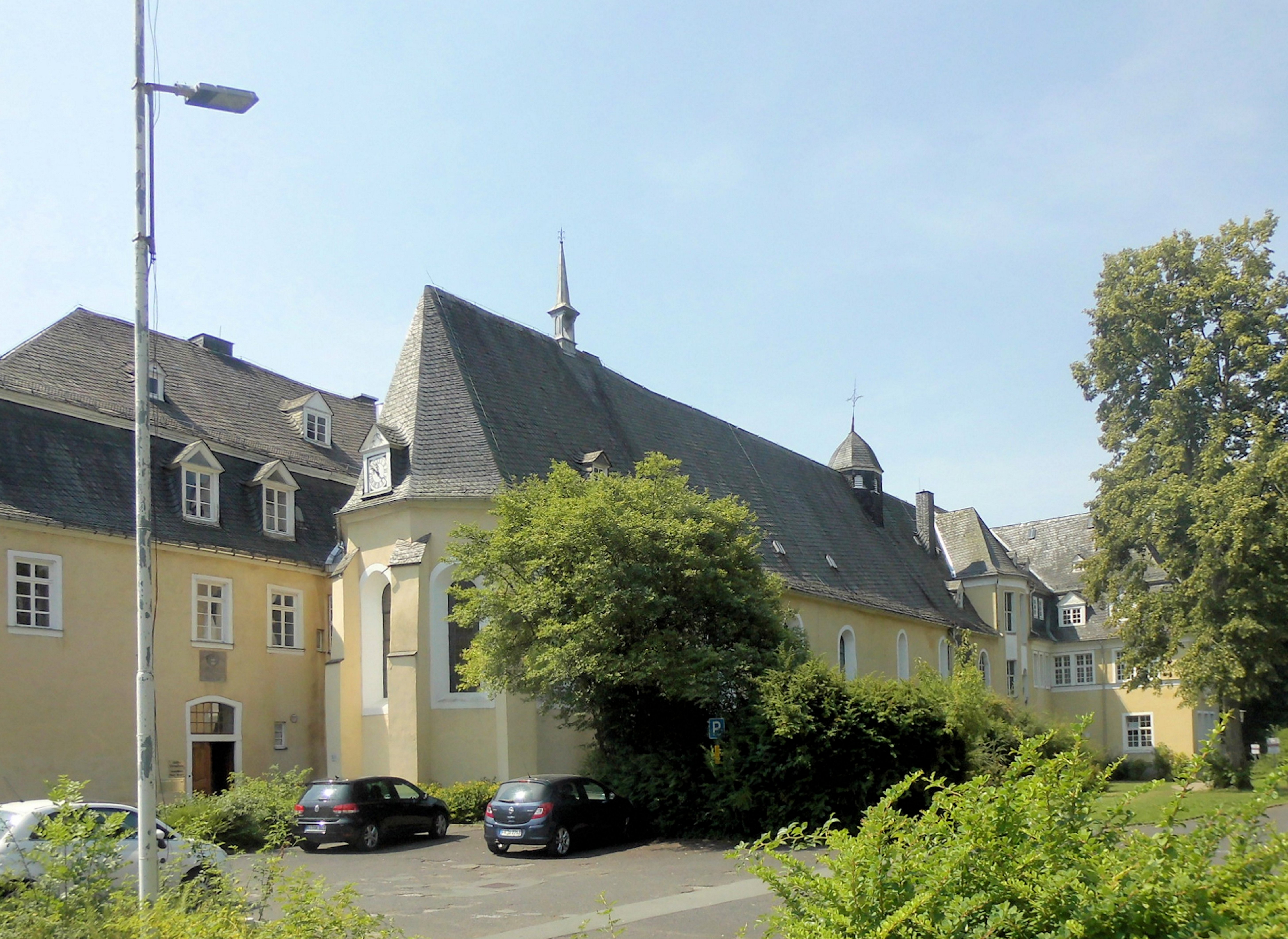
Stift Keppel

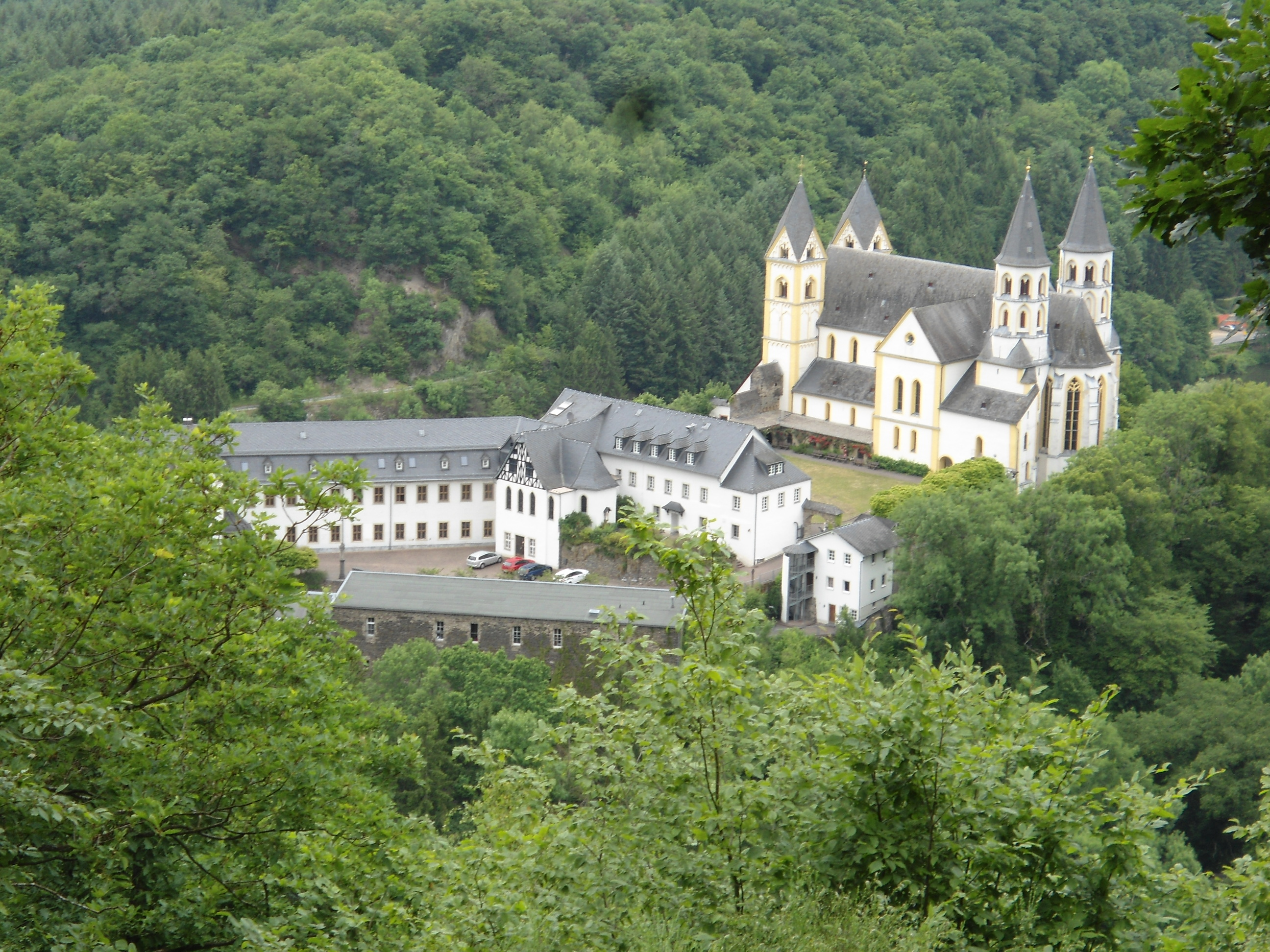
Kloster Arnstein

Heinrich war der älteste Sohn des Grafen Walram I. von Nassau und einer gewissen Kunigunde, möglicherweise eine Tochter eines Grafen von Sponheim oder eine Tochter des Grafen Poppo II. von Ziegenhain.
Heinrich wird zum ersten Mal in einem Urkunde vom 20. März 1198 erwähnt, zusammen mit seiner Mutter und seinem Bruder Ruprecht IV. Diese Erwähnung bedeutet, dass er und sein Bruder zu diesem Zeitpunkt volljährig waren.
Zwischen 1198 und 1247 wird er als Graf von Nassau erwähnt. Heinrich regierte mit seinem Bruder Ruprecht bis 1230.
In der Reichspolitik war Heinrich, bis auf eine Parteinahme für Kaiser Otto IV. in den Jahren 1209–1211 weitgehend stauferfreundlich. So setzte er in den Jahren 1212–1214 auch den Gegner Kaiser Friedrichs II., Erzbischof Dietrich von Trier gefangen. Heinrich war 1214 in die Umgebung Friedrichs II. zu Jülich, 1223 bei dessen Sohne Heinrich zu Worms, 1224 zu Frankfurt. Heinrich nahm 1228 am Kreuzzug Friedrichs II. teil. 1231 besuchte Heinrich den Reichstag von Worms und 1232 die Reichsversammlung Friedrichs II. in Ravenna. Später ging er in das päpstliche Lager über, so dass gegen ihn von Friedrich’s Sohne Konrad IV. ein Excecutionsmandat erlassen wurde (1241), über dessen Erfolg nichts verlautet ist. 1247 unterstützte er die Wahl von Wilhelm II. von Holland, dem Gegenkönig, der alle kaiserlichen Besitztümer von Heinrich bestätigte und ihm das Recht gab, Münzen zu prägen.
Walram I. war von Kaiser Friedrich I. Barbarossa mit dem Königshof Wiesbaden belehnt worden. Die Besitztümer Nassaus in diesem Gebiet wurden um 1214 erweitert, als Heinrich die Reichsvogtei über Wiesbaden und den umliegenden Königssondergau erhielt, die er als Lehen innehatte.
Um 1200 begannen Heinrich und sein Bruder Ruprecht mit dem Bau der Burg Sonnenberg auf einem Felsen nördlich von Wiesbaden zum Schutz gegen den Erzbischof von Mainz und seine Vasallen, die benachbarten Herren von Eppstein, mit denen es dauerhafte Grenzstreitigkeiten gab. Aber das Mainzer Domkapitel beanspruchte Sonnenberg als ihren Besitz. Um diesen Konflikt zu lösen, zahlte Nassau 1221 einen Betrag von 30 Mark an das Kapitel, um das Land Sonnenberg zu erhalten. Sie waren gezwungen, die Souveränität des Mainzer Erzbischofs über die Burg Sonnenberg anzuerkennen und als Lehen von Mainz zu nehmen.
Ende des 12. Jahrhunderts konnte Walram I. seine Macht am Niederlahn stärken. Als Teil des Erbes der Grafen von Arnstein trat er die Nachfolge als Vogt des Erzbistums Trier in Koblenz, Pfaffendorf, Niederlahnstein und Humbach (Montabaur) an. Der Erzbischof hatte Montabaur um 1217 verstärkt, um seinen Besitz am rechten Rheinufer gegen Nassau zu schützen. Um 1230 war der Einfluss von Trier am Rhein und Lahn ausreichend verstärkt, um Nassau aus der Mehrheit der Vogteien des Erzbischofs auszuweisen.
Rückhalt fand Heinrich bei Erzbischof Engelbert I. von Köln, der Heinrich zu seinem Marschall und Mundschenk machte. Als Gegenleistung für seinen Schutz gegen die Erzbischöfe von Mainz und Trier musste Heinrich 1224 allerdings die Hälfte von Siegen an Köln abtreten. Von dieser Herrschaftsteilung unberührt, behielt Nassau jedoch seine Hoheitsrechte im Siegerland, wo die hohe Gerichtsbarkeit und das Wildbann bis 1259 fortbestanden.
Seine Regierung war an Fehden reich, von denen die mit den Adligen von Willnsdorf wegen Siegen, mit denen von Merenberg über das Landgericht Rucheslo des alten Erdehegaues hervorzuheben sind. Heinrich erbaute die Ginsburg im Siegerland.
Heinrichs Bruder Ruprecht war seit 1230 ein Ritter des Deutschen Ordens. Bei seinem Tod 1239 überließ Ruprecht diesem sein Erbe. Heinrich forderte fortwährend jede Teilung seines Territoriums mit dem Deutschen Orden heraus.
Heinrich war Inhaber der Obervogtei über das Georgsstift in Limburg an der Lahn während des Baus des Limburger Doms. 1239 übertrug er auf Bitten seines Lehnsmannes Friedrich vom Hain die Einkünfte des Netphener Kirchspiels an das Prämonstratenserinnen-Kloster Stift Keppel bei Hilchenbach. Seine Nachfahren übernahmen das Patronat über das Kloster.
Die Politik Heinrichs in der Herborner Mark provozierte Konflikte mit den dortigen Adelsfamilien. Um 1240 erbaute er die Burg Dillenburg, um seine Gegner besser zu unterwerfen. Er begann ab 1248 eine Fehde mit Sophie von Brabant und deren Sohn Heinrich um der Herborner Mark, die über seinen Tod hinaus die nassauisch-hessischen Beziehung für Jahrhunderte belastete.
Die Nekrologie von Kloster Arnstein dokumentierte den Tod von ‘Henrici comitis de Nassauwe, qui contulit nobis ecclesiam in Diffenbach inferiori’ am 26. April. Heinrich wird noch in einer Urkunde von 1247 erwähnt und wird in einer Urkunde vom 25. Januar 1251 als „verstorben“ aufgeführt. Das heißt, er starb am 26. April 1247, 1248, 1249 oder 1250. Ihm folgten seine Söhne Walram II. und Otto I.

## Nachkommen
Heinrich heiratete vor 11. Dezember 1215 mit Mathilde von Geldern und Zütphen († 28. Oktober 1247 oder später), die jüngste Tochter des Grafen Otto I. von Geldern und Zütphen und Richardis von Scheyern-Wittelsbach. Mit ihr hatte er die Kinder:
1. Ruprecht († 19. September vor 1247),[1][2] wurde vom Erzbischof von Trier mit Allod in Diez und Ober-Lahnstein belehnt,[4] war Ritter des Deutschen Ordens.[2]
2. Walram II. (* um 1220; † 24. Januar 1276), Nachfolger seines Vaters, Begründer der walramischen Linie von Nassau.
3. Otto I. († zwischen 3. Mai 1289 und 19. März 1290), Nachfolger seines Vaters, Begründer der ottonischen Linie von Nassau.
4. Heinrich († 28. Mai nach 1247),[1] war Mönch in Kloster Arnstein.[1][2]
5. Elisabeth (* um 1225; † nach 6. Januar 1295), ⚭ Gerhard III. von Eppstein († 1252).[1]
6. Gerhard († zwischen 7. April 1312 und 20. September 1314),[11] war u. a. Kanoniker in Lüttich.
7. Johann († Deventer, 13. Juli 1309), war Elekt des Hochstifts Utrecht.[1][2]
8. Katharina († 27. April 1324), wird 1249 Äbtissin des Klosters Altenberg.[2]
9. Jutta († 1313), ⚭ um 1260 Johann I. von Cuijk († 13. Juli 1308).[1]
10. ? Irmgard († 1. August 1297), war Äbtissin in Val-Benoît.[1]